# هيليخوم
هيليخوم Hillegom  هي مدينة وبلدية غرب هولندا، في مقاطعة جنوب هولندا.

## طوبوغرافيا
خريطة طوبوغرافية هولندية لبلدية هيليخوم، يونيو 2015، (تقرأ بعد ثلاث نقرات على الخريطة).

## أعلام
- مارك إيفرز